# Dobra inwestycyjne
Dobra inwestycyjne (dobra produkcyjne, środki produkcji) – elementy czynników produkcji wchodzące w skład kapitału. Są to elementy rzeczowe wykorzystywane w procesie produkcji do wytworzenia dóbr konsumpcyjnych lub innych dóbr inwestycyjnych.
Dobra inwestycyjne podzielić możemy na:
- przedmioty pracy – elementy przekształcane podczas procesu produkcji przy pomocy środków pracy w dobra konsumpcyjne, używane jednorazowo, zmieniające swoją formę zewnętrzną. Koszt ich wykorzystania odlicza się jednorazowo. Do przedmiotów pracy zaliczamy surowce, paliwa, półfabrykaty.
- środki pracy – elementy wykorzystywane w procesie produkcji, przy pomocy których przekształcane zostają przedmioty pracy. Ulegają one stopniowemu zużyciu, nie zmieniając swojej formy zewnętrznej w czasie procesu ich wykorzystywania. Koszt ich wykorzystania odlicza się jako amortyzację. Do środków pracy zaliczamy m.in. budowle, maszyny, narzędzia.

Zdarza się, że to samo dobro możemy zaliczyć do dóbr konsumpcyjnych oraz dóbr inwestycyjnych – w zależności od sposobu użycia (np. mleko może zostać bezpośrednio skonsumowane – wtedy zaliczane jest do dóbr konsumpcyjnych, lub wykorzystane do wytworzenia produktów mlecznych – wtedy zaliczone zostaje do grupy dóbr produkcyjnych – przedmiotów pracy).